# Barlassina
Barlassina (Barlassina in dialetto brianzolo, AFI: [barlaˈsina] ed anticamente Barlaſina) è un comune italiano di 6 935 abitanti della provincia di Monza e della Brianza in Lombardia.

## Geografia
È situato a circa 13 km da Monza, 21 km a nord di Milano e 17 km da Como, sulle colline della Valle del Seveso, nella Brianza comasca, poco distante dalle Prealpi Lombarde. L'abitato si estende su due aree, quella a est digradante verso la valle del Seveso e quella a ovest più elevata rispetto al resto del paese perché situata sul pianalto delle Groane, circondata su tre lati dal Parco delle Groane. I comuni confinanti sono: a nord Lentate sul Seveso, a est Meda, a sud/est Seveso, a ovest Cogliate. Dalla parte collinare si ha una splendida vista dell'arco alpino, in particolare, dove la visuale non è chiusa dal bosco, del Monte Rosa, e soprattutto di quello prealpino, con in primo piano i monti Bollettone, Boletto e Palanzone, e verso est la catena del Resegone e il Gruppo delle Grigne.
Il territorio comunale geologicamente si sviluppa su quattro terrazzi d’età diverse. Partendo da est verso ovest dapprima troviamo l'alluvione attuale del fiume Seveso con una discesa graduale di quattro metri da nord a sud, da 218 m s.l.m. al confine con Lentate a 214 m al confine con Seveso. Continuando verso il centro, si trova un’antica alluvione del Seveso, separata da quella attuale con un orlo di terrazzo di scarsa rilevanza morfologica a parte nella parte settentrionale della valle, verso Camnago, di dieci metri. Successivamente dopo la salita che porta in centro è sito il terrazzo intermedio (della glaciazione Riss), rilevato di altri quindici metri. Di natura fluvioglaciale, ha un andamento graduale nord-sud (da 245 m s.l.m. a 230 m). Finendo verso Cogliate troviamo l'ultimo terrazzo, d'età antica, rilevato di ulteriori venti/venticinque metri. Sempre di natura fluvioglaciale, ha una morfologia molto più ondulata e ricca di vallette create dall'erosione fluviale di rogge e torrenti a portata stagionale presenti su tutto il pianalto.
Sommariamente l'altitudine comunale varia da 214 m s.l.m. ai 290 m.

## Storia

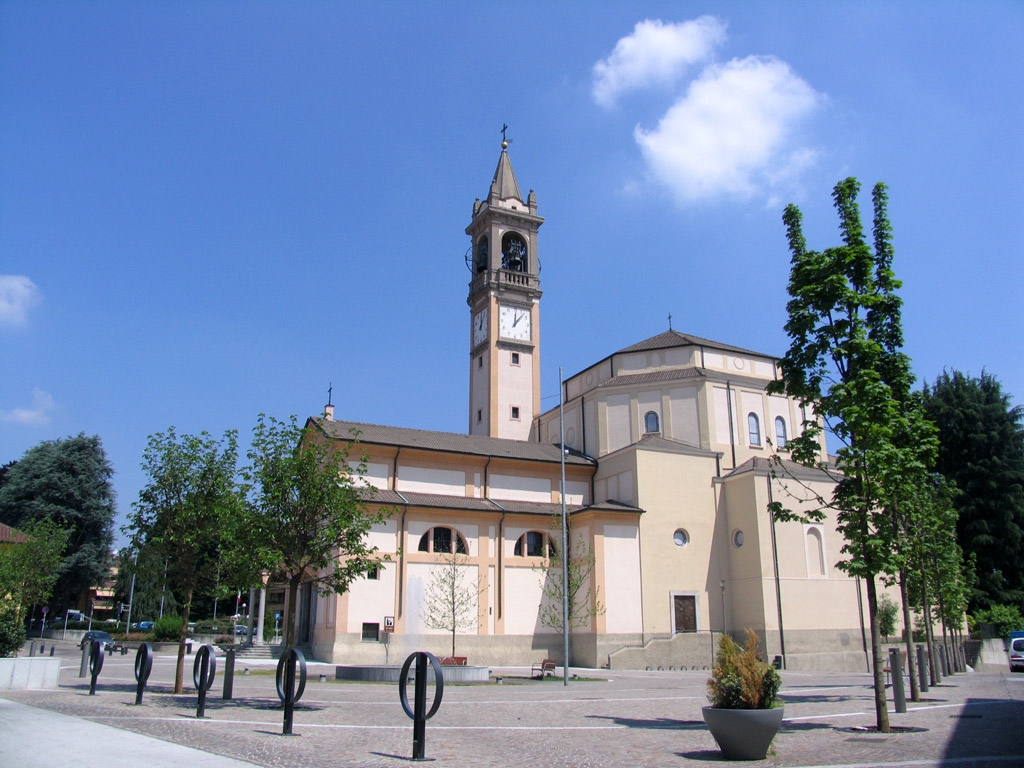
Piazza Cavour

Il territorio di Barlassina era già abitato in epoca antica dagli Insubri, una popolazione gallica che, respinti gli Etruschi, s'insediò in quei luoghi e fondò molti centri abitati. Testimonianze della presenza gallo – romana del I secolo a.C. si trovano nel Museo del Seminario a Seveso, e derivano da scavi condotti nella località.
La regione subì, con la decadenza dell'impero romano e la seguente Guerra gotica, l’invasione longobarda e dal IX secolo la dominazione dei Franchi e la costituzione del Sacro Romano Impero. Il primo documento in cui è citata l'allora “Barnasina” è una sentenza giudiziaria del 15 dicembre 1288 in cui Pietrino da Roma, Girardino figlio di Giovanni Giuce e Pietrino da Asenago “tutti de loco de Barnasina” muovono causa contro Civolla da Meda per essere compensati della perdita di alcuni buoi.
L'abitato è di origine molto antica e viene già menzionato nel XIII secolo da Goffredo da Bussero che, elencando le chiese del territorio milanese nel “Liber Notitiae”, cita anche la parrocchiale di Barlassina dedicata a S. Giulio.
Sotto la dominazione spagnola, Barlassina venne concessa in feudo alle famiglie dei Carcassola e degli Arese, i quali divennero più tardi gli unici feudatari. Con l'arrivo degli austriaci, Barlassina diventò la sede del comando di un distretto militare, che comprendeva anche Desio e Seregno.
I destini feudali del comune nei secoli successivi seguono la sorte di Seveso e di tutta la regione. Nel XVI secolo dopo l'arrivo di Carlo VIII di Francia e la conseguente costituzione della Lega Santa è saccheggiata ed incendiata dai Lanzichenecchi che distruggono il suo castello.
Intorno alla metà del XVIII secolo i due maggiori possidenti erano i Conti Porro e i Conti Rezzonico. Carlo Rezzonico, divenuto papa col nome di Clemente XIII, concede a Barlassina l'Arcipretura e nel secolo successivo si susseguono grandi donazioni ed opere di bene compiute dalle due famiglie.
Nel 1859 nacque a Barlassina il pittore Emilio Longoni, quartogenito del garibaldino Matteo Longoni e di Luigia Meroni. La Banca di Credito Cooperativo di Barlassina ha raccolto un'importante collezione dei suoi quadri.
Nel 1869, a seguito del riordino amministrativo conseguente all'Unità d'Italia, il comune di Barlassina venne accorpato a quello di Seveso, decisione invisa ad entrambe le popolazioni. Così nel 1901, con regio decreto, Barlassina sarà ricostituita in comune autonomo.
Fino all'epoca della prima ferrovia Chiasso-Milano Barlassina fu il luogo di sosta a mezza via dei carrettieri, come ricorda Cesare Cantù nella sua "Storia di Milano" che rammenta anche come “più anticamente la via era frequentata da molti asini sui quali per pochi quattrini montavano i viandanti”. Da qui probabilmente l'appellativo di “Paese degli Asini”, che trova conferma pure in alcuni versi del 1810 del poeta milanese Carlo Porta in cui sono citati i prosperosi allevamenti di asini nella zona.

### Simboli
Lo stemma è stato concesso con regio decreto del 19 marzo 1931.
Stemma
(R.D. del 19 marzo 1931)
Lo stemma comunale deriva da quello dell'antica famiglia lombarda dei de Barlassina, che probabilmente ha tratto il suo nome e la sua derivazione proprio da questo territorio.
Gonfalone

## Monumenti e luoghi d'interesse

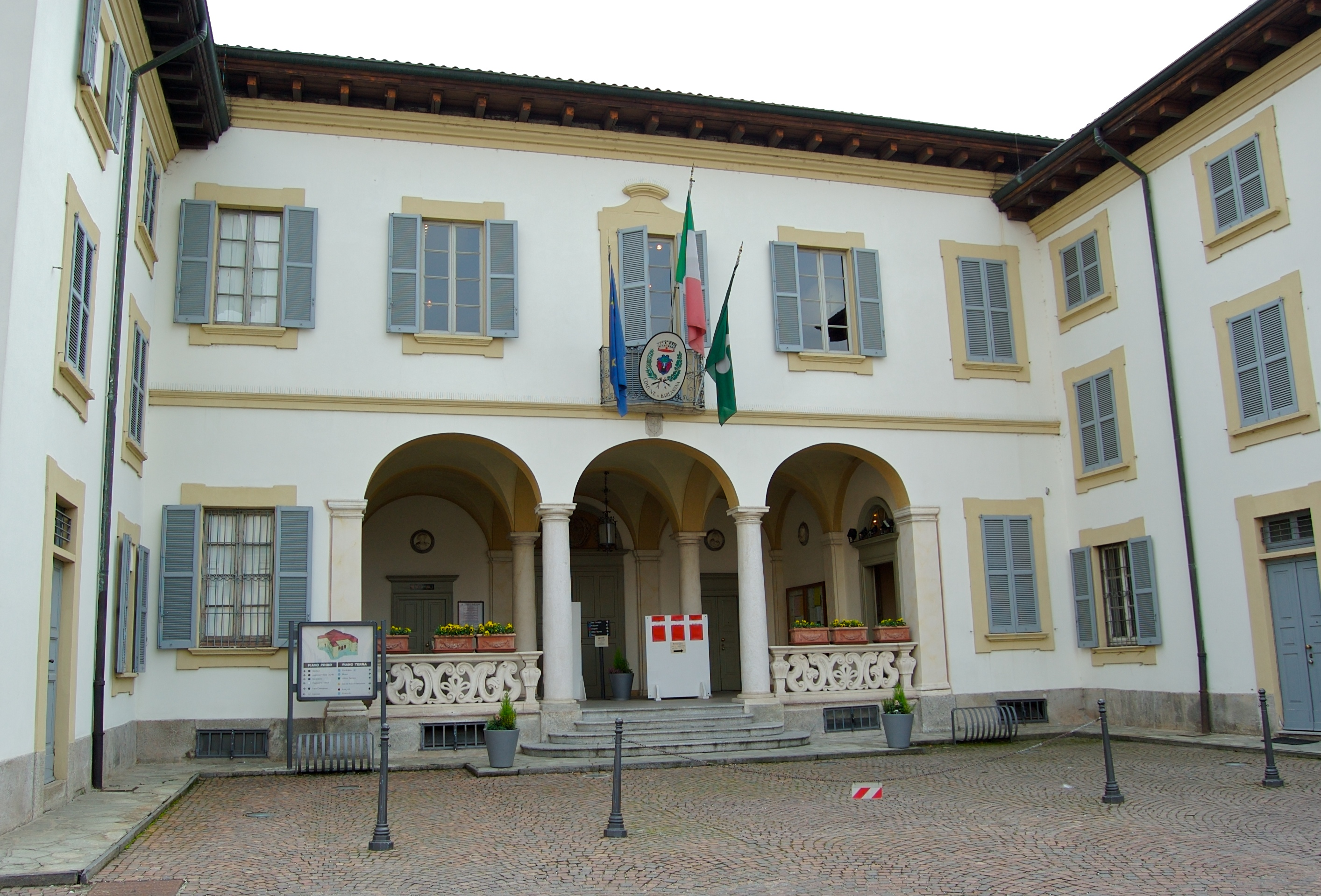
Palazzo Rezzonico, sede del comune

### Architetture civili
Palazzo Rezzonico
Edificato nel Settecento per volontà di papa Clemente XIII su terreni di proprietà della sua famiglia, Palazzo Rezzonico è la storica sede del comune; affittato nel 1901 dall'Opera Pia Porro, dal 1998 è divenuto infine di proprietà municipale. Il palazzo, oltre ad essere sede delle principali attività politiche, amministrative, sociali e culturali del paese, ospita frequentemente mostre d'arte.
L'edificio, sorto forse su una preesistente struttura più antica, conserva ancora oggi caratteri di severa eleganza e presenta un tipico schema a "U" con profondo corpo centrale alleggerito da un porticato a tre fornici e affiancato da due strette e brevi ali laterali leggermente ribassate.
Casa Giani
Nel biennio 1788-1789 l'architetto Simone Cantoni edificò la casa dei fratelli Giani.
Negli anni a metà del secolo XX gli architetti Mario Asnago, barlassinese, e Claudio Vender costruirono prima la villa Vegni - La Selva, per il medico condotto del paese, nel 1956, poi le scuole medie (1965). Hanno anche ristrutturato Villa Conti, 1959. Queste opere di Asnago-Vender sono considerate tra le più importanti architetture razionaliste lombarde.

### Architetture religiose
Chiesa Parrocchiale di San Giulio

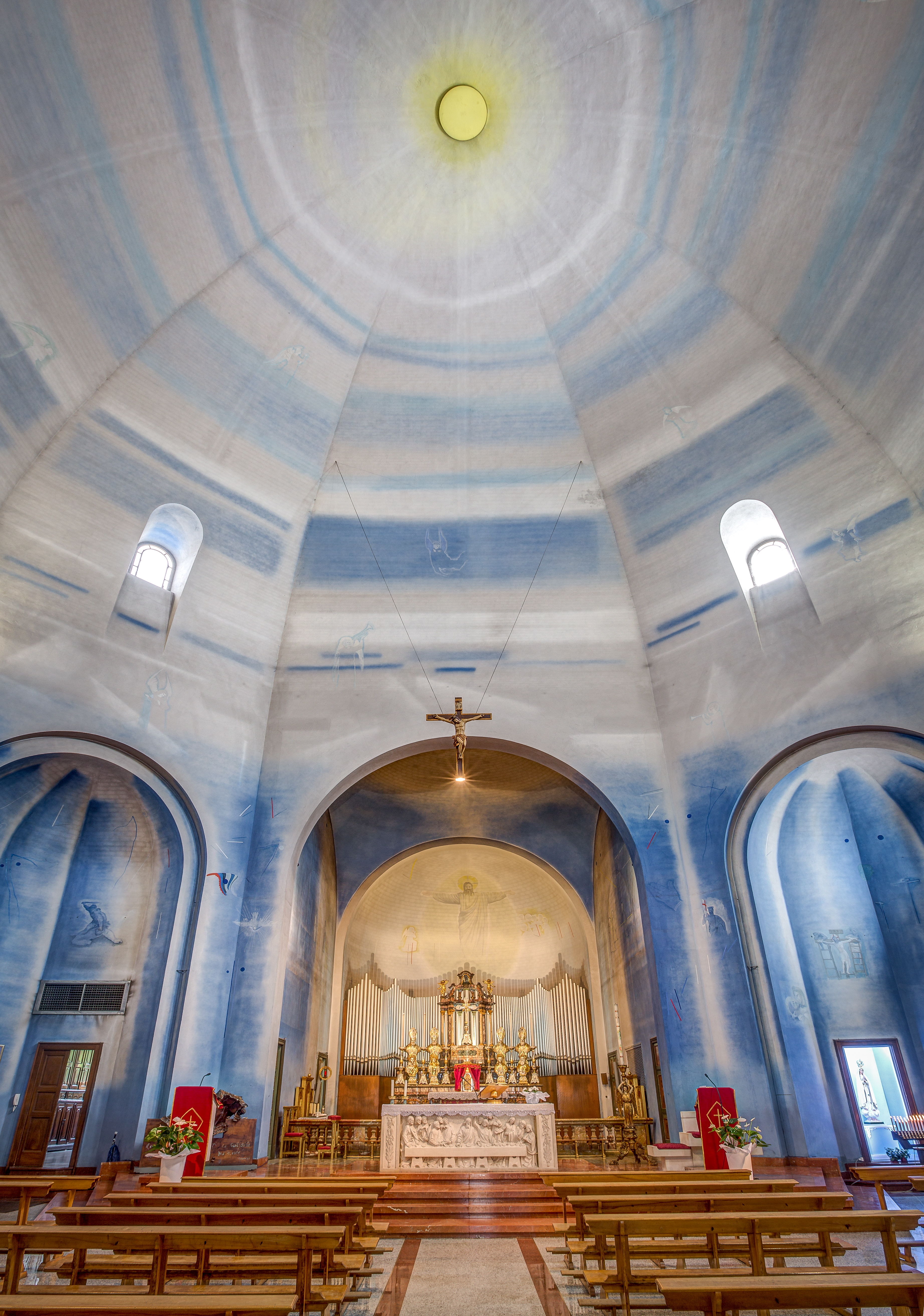
Interno della chiesa parrocchiale

La chiesa Parrocchiale è dedicata a San Giulio d'Orta; la tradizione popolare vuole che sia stata costruita da San Giulio stesso. Nel secolo XVI, al tempo delle visite pastorali di San Carlo Borromeo, le dimensioni della chiesa erano modeste: 23 metri di lunghezza e 14 metri di larghezza; in effetti, le famiglie all'epoca erano solo 75 con 389 abitanti.
Nel 1613 il cardinale Federico Borromeo, durante una visita pastorale a Barlassina, emanò diversi decreti per costruire la volta della chiesa e terminare la cappella del battistero. Dal 1613 al 1623 è documentato che l'architetto milanese Ercole Turati si trovava a Barlassina per studiarne vari progetti per l'ingrandimento strutturale; ma solo nel 1672 fu eretto il Battistero, la cappella dell'Aiuto, la cappella del Sacro Cuore e la cappella di san Gaetano. Nel 1751 con riconoscimento della Curia di Milano arrivò a Barlassina il vescovo di Novara con la reliquia di San Giulio. Più di due secoli dopo, siamo nel 1892, venne dato l'avvio per i lavori di ampliamento della chiesa su disegno dell'ingegner Giovanni Rossi. L'iniziativa si ebbe grazie ai facoltosi fratelli Porro.
Scriveva l'Arciprete di allora don Angelo Meroni: “La Divina Provvidenza e San Giulio mostrarono visibilmente la loro predilezione sulla nostra Parrocchia. All'inizio dell'anno 1891 il sig. Antonio Porro si presentò da me con l'ing. Rossi ed esternò il suo generoso intendimento di ampliare la chiesa con il suo sostegno”.
I lavori incominciarono il 7 giugno del 1892 e terminarono il 30 settembre del 1893. Solenni ed attraenti cerimonie festeggiarono l'ampliamento. La chiesa risulterà avere croce latina. Venne costruita la sagrestia e venne rifatto il pavimento. Si aprì sulla facciata un finestrone di vetri colorati, di notevoli dimensioni, con la figura di San Giulio. Venne sostituito il pronao, si ricostruì il sagrato e il campanile raggiunse i 29 metri di altezza. Venne spostato l'altare maggiore, di marmo pregiato, nella nuova abside. Successivamente anche gli altari della “Madonna della Cintura” e di San Gaetano (ora cappella di san Giuseppe) furono spostati sui lati est e ovest della chiesa. Nel 1905 si issò il concerto delle 5 campane.
Dal 1931 al 1933 l'ing. Maggi modificò la chiesa e ricostruì un'unica navata a pianta ottagonale, tuttora esistente. Nel 1965 fu restaurata la cappella dell'Aiuto, con il magnifico dipinto della “Madonna con il Bambino”, del pittore Bernardino Luini.
Nel 1982 l'Arciprete Don Dante Crippa chiese a Valentino Vago, pittore di Barlassina, di decorare la parte nuova della chiesa del paese.
Santuario
È detta "il santuario" la chiesa situata nel punto più alto del colle che domina il paese e la valle del Seveso. Fu edificata negli anni '60 a seguito dello sviluppo della parte alta del paese. È stata consacrata nel 1964 ed è dedicata alla "Madonna dell'aiuto" È uno dei punti più panoramici del paese, e dispone di un ampio terrazzo che si affaccia sulla vallata sottostante.

## Società

### Evoluzione demografica
Abitanti censiti

### Etnie e minoranze straniere
Secondo le statistiche ISTAT al 1º gennaio 2016 la popolazione straniera residente nel comune era di 663 persone, pari al 9,5% della popolazione. Le nazionalità maggiormente rappresentate in base alla loro percentuale sul totale della popolazione residente erano:
- Pakistan 153
- Marocco 97
- Romania 96
- Albania 49
- Cina 48
- Ucraina 45
- Senegal 28
- Ecuador 20

### Tradizioni e folclore
Ogni anno a settembre viene organizzata la Corsa di Asnitt ("Corsa degli Asinelli", in italiano), una sorta di palio che vede coinvolti gli otto rioni del paese: Acqua Colda, Borghett, Cascina Santa Maria, Fabricon, Fameta, Louet, Montoeu e Polenta Pajoroeuil.
Organizzata a partire dal 1982, consisteva fino al 2013 in una corsa di asini montati da fantini, uno per ogni rione. Vinceva anche l'asino scosso. Dal 2013 la festa ha cambiato formula, infatti non presenta più una corsa con asini in carne e ossa, ma con asini di polistirolo montati su una portantina sollevata da due uomini che corrono su un percorso vicino alla piazza principale del paese. Inoltre le due persone che corrono, spesso chiamate scherzosamente "asnitt", non devono far cadere una palla posta sopra un vaso sulla portantina.

## Cultura

### Istruzione

#### Biblioteche
La Biblioteca Comunale di Barlassina fa parte del Sistema Bibliotecario BrianzaBiblioteche ed è intestata a Alberto Bertoni (1946-2014), stimato cittadino barlassinese, ricercatore e professore di informatica presso l'Università degli Studi di Milano, "uomo di scienza e di cultura".

## Infrastrutture e trasporti

### Strade
Il comune di Barlassina è attraversato da nord a sud dalla strada provinciale 44 Nuova Comasina ed è attraversato longitudinalmente dalla strada provinciale 118 Seregno-Cogliate. Il comune è, inoltre, servito dallo svincolo Barlassina della superstrada Milano-Meda, la quale attraversa l'area più orientale del comune.

### Ferrovie
Il comune era servito dall'omonima stazione, che era posta sulla Seveso-Camnago, linea di diramazione della Milano-Asso. Il servizio della stazione venne inaugurato nel 1880, insieme alla linea, sospeso nel 1936, riattivato nel secondo dopoguerra e sospeso completamente nel 1955, benché la linea rimase attiva per il solo trasporto merci. Il 19 febbraio 2006 la diramazione Seveso-Camnago venne riaperta mentre la stazione venne demolita alla fine degli anni 90. 

### Mobilità urbana
Alcune linee di autobus, gestite da Airpullman, collegano Barlassina ai centri abitati limitrofi e al centro di Milano.

## Amministrazione
| Periodo | Periodo   | Primo cittadino | Partito                         | Carica  | Note |
| ------- | --------- | --------------- | ------------------------------- | ------- | ---- |
| 2014    | 2024      | Piermario Galli | Lista civica di centro-sinistra | Sindaco |      |
| 2024    | in carica | Paolo Vintani   | Lista civica di centro-destra   | Sindaco |      |

## Sport
Da segnalare la presenza del Barlassina Country Club che gestisce un campo da golf. Il campo da golf prende il nome del Comune di Barlassina, pur trovandosi sul territorio del vicino comune di Lentate sul Seveso. Tra le associazioni sportive si ricordano la Polisportiva San Giulio Barlassina che compete nei tornei e campionati organizzati dal CSI sia nel calcio sia nella pallavolo e la Vigor in fide che invece si occupa di ginnastica artistica.